# 施貝山
46°40′21″N 7°23′35″E / 46.672485°N 7.393067°E
施貝山（Schibe），是瑞士的山峰，位於該國中部，由伯恩州負責管轄，屬於伯爾尼山的一部分，處於錫默河谷奧伯維爾附近，海拔高度2,151米，每年平均降雨量1,471毫米。